# Arrondissements de la Charente

Arrondissements et cantons de la Charente après la réforme de 2008

Le département de la Charente comprend trois arrondissements.

## Composition
| Nom                         | Code Insee | Superficie (km2) | Population (dernière pop. légale) | Densité (hab./km2) | Modifier             |
| --------------------------- | ---------- | ---------------- | --------------------------------- | ------------------ | -------------------- |
| Arrondissement d'Angoulême  | 161        | 1 867,60         | 181 817 (2022)                    | 97                 | modifier les données |
| Arrondissement de Cognac    | 162        | 1 670,80         | 98 817 (2022)                     | 59                 | modifier les données |
| Arrondissement de Confolens | 163        | 2 417,60         | 70 969 (2022)                     | 29                 | modifier les données |
| Charente                    | 16         | 5 956,00         | 351 603 (2022)                    | 59                 | modifier les données |

## Histoire
- 1790 : création du département avec six districts : Angoulême, Barbezieux, Cognac, Confolens, La Rochefoucauld, Ruffec
- 1800 : création des arrondissements : Angoulême, Barbezieux, Cognac, Confolens, Ruffec
- 1926 : suppression des arrondissements de Barbezieux et Ruffec
- 2008 : refonte au 1er janvier de la carte administrative avec modification territoriale des arrondissements[1].